# Petites mains précieuses
Albums de Ariane Moffatt
22h22
(2015)
Petites mains précieuses est le sixième album d'Ariane Moffatt, signé sous l'étiquette Simone Records et sorti en 2018. Il est enregistré en 2017 et 2018 à Montréal au Québec.

## Description
Les morceaux ont été créés au piano, même si l'enregistrement s'est fait finalement en sessions de groupe en studio avec le bassiste Philippe Brault, coréalisateur, le guitariste Joseph Marchand, le claviériste Alex McMahon, le batteur José Major, et Marianne Houle au violoncelle. Les titres ont été écrits par  Ariane Moffatt à la suite de l'arrivée de son dernier enfant, une arrivée difficile. L'album précédent, 22h22, était très pop. Dans celui-ci, si l’électropop est encore présente sur plusieurs titres (Statue, Pour toi), l'ambiance est plus flottante, et la voix quelquefois chuchotante (Pneumatique noir, N’attends pas mon sourire), les thèmes abordant l'existence, l'évolution de l'humanité,. Le titre La statue aborde aussi le combat des femmes victimes d’agressions sexuelles qui osent dénoncer les coupables de ces agressions.

## Liste des titres
1. Du souffle pour deux - 04:08
2. Les apparences - 03:58
3. La statue - 04:05
4. Pour toi - 04:16
5. Pneumatique noir - 04:26
6. N'attends pas mon sourire - 03:51
7. Cyborg - 03:41
8. ONO - 04:18
9. Viaduc - 03:58
10. La main - 04:30